# Hermann Zwi Szajer
Hermann Zwi Szajer (* 18. Mai 1948 in Bayreuth) ist ein in Deutschland lebender Künstler, der sich mit den Themenfeldern Malerei, Photographie, Zeichnungen, Collagen und Rauminstallationen beschäftigt. Hermann Zwi Szajer emigrierte aus Deutschland nach Israel und kehrte schließlich wieder zurück. Er lebt und arbeitet in Aachen.

## Biographie
Hermann Zwi Szajer wurde 1947 in Bayreuth geboren, als Kind oberschlesischer Juden 1948 emigrierte er nach Israel, wo er seine Jugend in Tel Aviv verbrachte. Nach einem einjährigen Praktikum am Habima Nationaltheater in Tel Aviv und seinem Militärdienst in der israelischen Armee von 1966 bis 1969 begann er mit dem Studium an der Bezalel Academy of Arts and Design in Jerusalem, welches er 1972 abschloss. 
Anschließend emigrierte er nach Deutschland und studierte bis 1977 an der Staatlichen Akademie der Bildenden Künste Stuttgart bei Erich Mansen. Dort beschäftigte er sich mit Malerei und machte Experimente mit Masonit, Papier und Mischtechnik. Ab 1977 waren großformatige Zeichnungen Thema seiner Arbeiten. 
Während er als Dozent an der VHS Aachen lehrte, begleitete er Produktionen am Theater Aachen, wo 1987 Tagebuchzeichnungen, Fotoarbeiten und Zeichnungen vor allem zu Samuel Becketts „Warten auf Godot“ entstanden. 1988 wurde ein Gedichtband mit Gedichten von Rose Ausländer herausgegeben mit dem Namen „Meine Toten schweigen tief“, den Hermann Zwi Szajer mit Fotoarbeiten aus dem Jüdischen Friedhof in Aachen begleitet. 
Ab 1988 experimentierte der Künstler mit Fotoprints und Zeichnungen, und ab 1989 begann er Bilder (Acryl) mit Fotoeinsprengseln zu den Themen Wüste, Wasser und Israel zu erstellen. Begleitet wurden seine Arbeiten von mehreren Reisen nach Israel. Für sein Fotoprojekt mit Antwerpener Talmud-Thora Schülern, welches durch die Stiftung Kunst und Kultur des Landes Nordrhein-Westfalen gefördert wurde, arbeitete er von 1997 bis 1998 im Jüdischen Viertel in Antwerpen. Seit 1999 verfertigt er Fotoarbeiten mit Überblendungen, Vielschichtigkeit, Durchsichtigkeit und Unschärfe auf Aluminium, Pergament, Marmor und Leinwand.

## Ausstellungsverzeichnis
- 1973: 	Kunstregal, Reutlingen
- 1976: 	Galerie Haas, Stuttgart
- 1986: 	Villa Clementine, Wiesbaden
- 1987: 	Stadttheater, Aachen
- 1990: 	Galerie Bernard, Aachen
- 1993: 	Galerie Kolon, Köln
- 1996: 	Galerie Tittel, Köln
- 1998: 	Schloss Elmau, Elmau
- 1999: 	Ludwig Forum für Internationale Kunst, Aachen
- 2000: 	Raum für Kunst, Aachen
- 2004: 	Kunstverein Eislingen, Eislingen
- 2005: 	Ehemalige Synagoge Hülchrath, Grevenbroich
- 2006: 	Atelierhaus, Aachen